# Нища
Нища — річка в Росії, Білорусі у Себезькому й Россонському районах Псковської й Вітебської областей. Права притока річки Дриси (басейн Балтійського моря).

## Опис
Довжина річки 85 км, похил річки 1,7 %, площа басейну водозбору 1380 км², середньорічний стік 9,7 м³/с. Формується притоками та безіменними струмками.

## Розташування
Бере початок з озера Нища. Тече переважно на південний захід понад Себезьким національним парком та через Ландшафтний заказник Червоний Бір понад болотом Великий Мох. На південно-західній стороні від села Кульневе впадає в річку Дрису, праву притоку річки Західної Двіни.
У басейні річки є велика кількість озер.